# Маскароза I д’Арманьяк
Маскароза I д’Арманьяк (фр. Mascarose Ire d'Armagnac; ум. 1246) — представительница гасконского дворянского рода, графиня д’Арманьяк и де Фезансак, дочь Жеро V, графа д’Арманьяка и де Фезансака, жена Арно III Одона († 1256), виконта де Ломаня и д’Овиллара.

## Биография
Некоторые исследователи, в том числе и отец Ансельм, считают, что она, как и её братья, была дочерью Бернара IV, графа д’Арманьяка.
Некоторые исследователи считают, что она умерла в 1245 году, раньше своего брата Бернара V, но в этом случае она могла передать оба графства по наследству своим потомкам, но никак не могла сама носить эти титулы. Правда, другие исследователи утверждают, что граф Бернар V умер раньше своей сестры, в 1243 году.
Её муж Арно III Одон принял титул «замещающего графа в Арманьяке и Фезансаке» (фр. tenant lieu de comte en Fezensac et en Armagnac), который сохранил во время малолетства их дочери, Маскарозы II.
Арно III Одону пришлось вытерпеть тяжёлую войну с жителями Оша (1247), которые не хотели признавать власть «иностранного» принца, а затем — с Жеро д’Арманьяком, виконтом де Фезансаге (1249). Причина этой войны не совсем ясна, так как для Жеро требовать пересмотра наследства было уже поздно.

## Брак и дети
Муж: Арно III Одон (ум. 1264/1267), виконт Ломаня и Овильяра с 1338. Дети:
- Маскароза II д’Арманьяк (де Ломань) (ум. 1256), графиня д’Арманьяк и де Фезансак с 1245; муж: с 1255 Эскива IV де Шабан (ум. 1283), граф Бигорра.